# Polydrusus aeratus aeratus
Polydrusus aeratus aeratus é uma subespécie de insetos coleópteros polífagos pertencente à família Curculionidae.
A autoridade científica da subespécie é Gravenhorst, tendo sido descrita no ano de 1807.
Trata-se de uma subespécie presente no território português.